# Фодрек, Бранислав
Бранисла́в Фо́дрек (словац. Branislav Fodrek; род. 5 февраля 1981, Братислава) — словацкий футболист, полузащитник. Выступал за сборную Словакии.

## Карьера

### В клубах
Футболом Бранислав начал заниматься в школе братиславского «Рапида», которая является резервной командой «Петржалки». С 1999 по 2004 год Фодрек играл за «Слован». С ним в 1999 году он стал обладателем Кубка Словакии и чемпионом страны. Всего за клуб в первенстве Бранислав сыграл 37 матчей и забил 6 мячей. В 2004 Фодрек перешёл в «Петржалку» и через год выиграл чемпионат и Суперкубок Словакии. В середине сезона-2006 «Петржалка» отдала игрока в полугодичную аренду в «Сатурн». В чемпионате России Бранислав дебютировал 16 июля в матче 11-го тура против «Спартака» из Нальчика. 5 августа в матче с «Рубином» Фодрек на 81-й минуте получил красную карточку и позже был дисквалифицирован на 3 матча. В общей сложности Фодрек провёл за раменский клуб 13 матчей: 12 в Премьер-лиге и 1 в Кубке. После возвращения в «Петржалку» Бранислав в 2008 году ещё раз выиграл чемпионат, а также завоевал Кубок Словакии. С 2010 по 2011 год Фодрек играл за венгерский клуб «Халадаш».

### В сборной
За национальную сборную Словакии Бранислав сыграл два матча в 2005 и 2006 годах.

## Достижения
«Слован»
- Обладатель Кубка Словакии: 1998/99
- Чемпион Словакии: 1998/99

 «Петржалка»
- Чемпион Словакии (2): 2004/05, 2007/08
- Обладатель Кубка Словакии: 2007/08
- Обладатель Суперкубка Словакии: 2005